# Fredrika Charlotta Runeberg

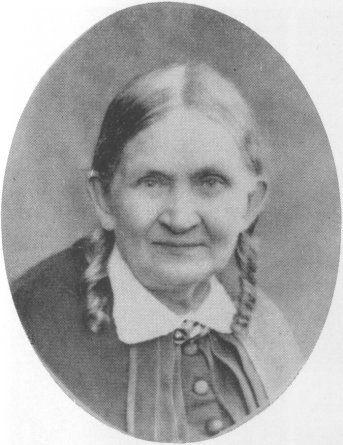
Fredrika Charlotta Runeberg 1875

Fredrika Charlotta Runeberg, geb. Tengström (* 2. September 1807 in Jakobstad; † 27. Mai 1879 in Helsinki), war eine finnlandschwedische Schriftstellerin.

## Leben

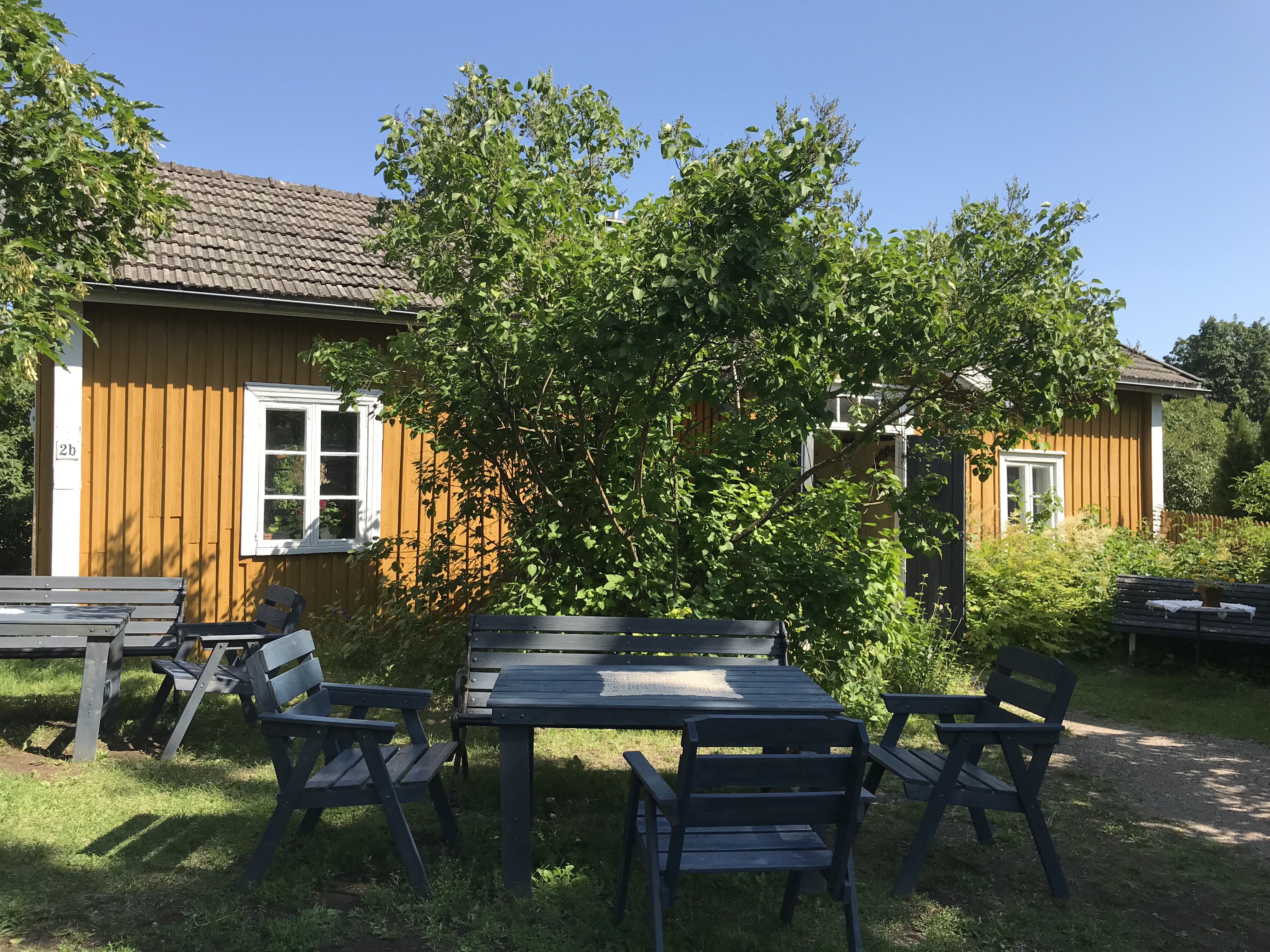
Fredrika Cottage in Pargas

Fredrika war die Tochter von Carl Fredrik Tengström und Anna Margaretha Bergbom und wuchs mit drei Schwestern und vier Brüdern auf. Fredrika lernte mit fünf Jahren lesen, ging jedoch nur zwei Jahre zur Schule und wurde ab ihrem siebten Lebensjahr zu Hause von ihrem Bruder Karl unterrichtet. Schwerpunkte des Unterrichts waren Religion und Deutsch. Später kam Fredrika in ein Mädchenpensionat nach Turku, wo sie Französisch und Englisch lernte.
Im Herbst 1827 zog Fredrika mit ihrer Mutter nach Pargas, da Turku im großen Stadtbrand von 1827 fast völlig zerstört wurde.
Sie lebte dort in einem Holzhaus aus dem 17. Jahrhundert, das seit 1977 als Museumscafé dient und in dem die bekannten Runeberg-Törtchen angeboten werden.
Sie war verheiratet mit ihrem Verwandten Johan Ludvig Runeberg, den sie in Pargas kennenlernte und mit dem sie acht Kinder hatte: Anna Carolina (1832–1833), Ludvig Mikael (* 1835), Lorenzo (* 1836), Walter Magnus Runeberg (* 1838), Johan Wilhelm (* 1843), Jakob Robert (* 1846), Edvard Moritz (* 1848) und Fredrik Karl. Die Familie lebte in Helsinki und Porvoo.
Fredrika Runeberg gilt als Finnlands erste Journalistin und als die erste Autorin, die die Stellung der Frau in Gesellschaft und Familie kritisch analysierte. 1833–1836 arbeitete sie für die Redaktion der Zeitung Helsingfors Morgonbladet, veröffentlichte eigene Artikel und übersetzte Artikel aus anderen Sprachen ins Schwedische. Sie war somit Finnlands erste Zeitungsredakteurin.
1843 schrieb Fredrika Runeberg den historischen Roman Fru Catharina Boije och hennes döttrar (Frau Catharina Boije und ihre Töchter), wagte jedoch erst 1858, ihn zu veröffentlichen, da sie die Reaktion der Öffentlichkeit auf ihre kritischen Fragen zur Stellung der Frau fürchtete.
Ihr nächster Roman, Sigrid Liljeholm, erschien 1862, erhielt jedoch so vernichtende Kritiken, dass sie das Romanschreiben aufgab. Die Literaturwissenschaftlerin Maria Lival-Lindström führt die negative Aufnahme des Romans darauf zurück, dass die Geschichte für die weibliche Hauptfigur nicht mit einer Heirat endet.
Ende der 1860er Jahre begann Fredrika Runeberg mit ihrer Autobiographie Min pennas saga (Die Geschichte meiner Feder), in dem ihre schriftstellerische Tätigkeit im Vordergrund steht und der erst 1946 erschien.
Gegenüber anderen Schriftstellerinnen war Fredrika Runeberg sehr kritisch eingestellt. In einem Brief an ihre Freundin Augusta Lundahl äußert sie sich über den Roman Murgrönan (Der Efeu, der erste in Finnland erschienene Roman) von Fredrika Wilhelmina Carstens wie folgt:
„Übrigens – was hältst du von der Veröffentlichung mit dem Titel ‚Murgrönan‘? Schriftstellerinnen sind wie Sängerinnen: Die, die etwas können, lassen sich endlos bitten und bleiben dann stumm, und die schlechtesten von allen singen unaufgefordert, während sie still sein sollten.“ (11. Januar 1841)
Fredrika Runeberg wurde neben ihrem Mann begraben. Das Fredrika-Runeberg-Stipendium, ein bedeutender finnlandschwedischer Kulturpreis, ist nach ihr benannt.

## Werke
- Fru Catharina Boije och hennes döttrar. En berättelse från stora ofredens tid. Finska Litteratursällskapet, Helsinki 1858.
- Teckningar och drömmar. Theodor Sederholm, Helsinki 1861.
- Sigrid Liljeholm. Theodor Sederholm, Helsinki 1862.
- Anteckningar om Runeberg. Min pennas saga (= Svenska Litteratursällskapet i Finland. Skrifter 310, ISSN 0039-6842). Mercator, Helsinki 1946 (postum).
- Receptbok (= Svenska Litteratursällskapet i Finland. Skrifter 652). Svenska Litteratursällskapet i Finland, Helsinki 2003, ISBN 951-583-093-1 (postum).

## Übersetzungen
- Die Geschichte meiner Feder. Aus dem Finnlandschwedischen übersetzt von Nadine Erler. GRIN Verlag, München 2011, ISBN 978-3-640-99840-1, doi:10.3239/9783640998203.
- Frau Catharina Boije und ihre Töchter. Eine Erzählung aus der Zeit des großen Unfriedens. Herausgegeben und übertragen aus dem Finnlandschwedischen von Nadine Erler. Verlag 28 Eichen, Barnstorf 2009, ISBN 978-3-940597-43-4.
- Sigrid Liljeholm. Aus dem Finnlandschwedischen übersetzt und mit Anmerkungen versehen von Nadine Erler. Europäischer Literaturverlag, Bremen 2011, ISBN 978-3-86267-303-2.

## Biographien
- Fredrika Charlotta Runeberg: Min pennas saga (= Skrifter utgivna av Svenska litteratursällskapet i Finland). Svenska litteratursällskapet i Finland, Helsinki 2007 (schwedisch).
- Alexandra Gripenberg: Fredrika Runeberg. Suomalaisen Kirjallisuuden Seura, Helsinki 1904.
- Helena Westermarck: Fredrika Runeberg. En litterär studie. Söderström, Helsinki 1904.
- Karin Allardt Ekelund: Fredrika Runeberg : en biografisk och litteraturhistorisk studie / Karin Allardt-Ekelund (= Skrifter utgivna av Svenska litteratursällskapet i Finland). Svenska litteratursällskapet i Finland, Helsinki 1942, urn:nbn:fi-fd2019-00022055 (schwedisch).
- Merete Mazzarella: Fredrika Charlotta född Tengström : En nationalskalds hustru (= Skrifter utgivna av Svenska litteratursällskapet i Finland). Svenska litteratursällskapet i Finland, Helsinki 2007 (schwedisch).